# Ricky Blanton
Ricky Wayne Blanton, född 21 april 1966 i Miami i Florida, är en amerikansk före detta professionell basketspelare (SF) som tillbringade en säsong (1991–1992) i den nordamerikanska basketligan National Basketball Association (NBA), där han spelade för Chicago Bulls. Han gjorde sex poäng (3,0 poäng per match); en assist och tre rebounds, räddningar från att bollen ska hamna i nätkorgen, på två grundspelsmatcher. Blanton spelade också som proffs i Argentina, Frankrike, Italien och i lägre basketligor i USA.
Blanton draftades av Phoenix Suns i andra rundan i 1989 års draft som 46:e spelare totalt.
Han spelade två matcher med Bulls under den säsong som de vann sin tredje raka NBA-mästerskap, vilket också var starten på Chicago Bulls dynastilag som bärgade sex NBA-mästerskap på åtta år under 1990-talet.
Innan han blev proffs, studerade han vid Louisiana State University och spelade basket för deras idrottsförening LSU Tigers i National Collegiate Athletic Association (NCAA).